# Work Hard, Play Hard
Singles de Wiz Khalifa
Till I Die
(2012) Celebration
(2012)
Work Hard Play Hard est une chanson du rappeur américain Wiz Khalifa, sortie en 2012. Premier single extrait de son second album studio O.N.I.F.C. (2012), la chanson est produite par Benny Blanco et Stargate. Sorti sous le label américain Atlantic Records, le single se classe dans 3 hit-parades de pays différents en France, au Canada et aux États-Unis.

## Liste des pistes
- Téléchargement digital[1]

1. Work Hard, Play Hard - 3:40

## Crédits et personnel
- Parolier – Cameron Thomaz, Ammar Malik, Benjamin Levin, Dan Omelio, Jonathan Ornelas, Mikkel Storleer Eriksen, Tor Erik Hermansen[2]
- Réalisateur artistique – Benny Blanco, Stargate[2]

## Cinéma
La chanson est présente sur la bande originale du film 22 Jump Street, sorti en 2014.

## Classement hebdomadaire
| Classement (2012)              | Meilleure position |
| ------------------------------ | ------------------ |
| Allemagne (Media Control AG)   | 76                 |
| Canada (Hot 100)               | 40                 |
| États-Unis (Hot 100)           | 17                 |
| États-Unis (R&B/Hip-Hop Songs) | 19                 |
| États-Unis (Rap Songs)         | 8                  |
| France (SNEP)                  | 50                 |
| France (Airplay)               | 39                 |

## Historique de sortie
| Pays       | Date          | Format                 | Label            |
| ---------- | ------------- | ---------------------- | ---------------- |
| États-Unis | 23 avril 2012 | Téléchargement digital | Atlantic Records |